# Kaczanki
Kaczanki (lit. Kačėnai) − wieś na Litwie, w gminie rejonowej Soleczniki, 4 km na wschód od Jaszunów, zamieszkana przez 6 ludzi. Przed II wojną światową w Polsce, w powiecie wileńsko-trockim województwa wileńskiego.